# Алєко
«Алєко» — опера на одну дію російського композитора Сергія Рахманінова, лібрето Володимира Немировича-Данченко за поемою Олександра Пушкіна «Цигани». Перша постановка була здійснена у Большому театрі в Москві 27 квітня 1893 року під орудою Іполита Альтані.

## Створення та постановки
Опера «Алеко» написана автором як екзаменаційна випускна робота в Московській консерваторії (1892 рік). Відзначена Золотою медаллю, опера стала тим рідкісним в історії музики випадком, коли випускна студентська робота завойовує почесне місце серед світових шедеврів. 27 квітня 1893 року оперу поставив московський Большой театр. 18 жовтня того ж року опера була поставлена у Києві під орудою автора, а в 27 травня 1899 — у Петербурзі за участю Ф. Шаляпіна (який неодноразово виконував головну партію і пізніше) та співачки київської опери Марії Дейші-Сіоницької. В радянські роки опера стала невід'ємною частиною оперних театрів країни.

## Постановки у Києві[1]
- 18 жовтня 1893 року прем'єра опери відбулася У Києві, диригував Сергій Рахманінов. Це був дебют композитора як оперного диригента. Газета «Киевлянин» відзначила успіх опери: «Тріумф Рахманінова був незаперечним. Публіка, оркестр і вокалісти влаштували йому найтеплішу і найщирішу овацію із дощем квітів, підкиданням та тушем. Викликам, здавалося, не буде кінця…»
- У 1937 році до століття від дня смерті Олександра Пушкіна опера була поставлена в Київському театрі опери та балету (диригент В. Йориш, режисер О. Колодуб та художник Г. Кігель, головні партії виконували Михайло Донець, Андрій Іванов, Оксана Петрусенко).
- У 1961 році «Алєко» знову на київській сцені. Постановка диригента Костянтина Сімеонова та режисерки Ірини Молостової, головні партії виконали Лілія Лобанова (Земфіра), Володимир Тимохін (Молодий циган), Микола Ворвулєв (Алєко), Володимир Матвєєв (Старий циган).
- 19 березня 2010 рік — постановка у Національній опері України (диригент постановник — Володимир Кожухар, режисер-постановник — Віталій Малахов).

## Характеристика
Опері властивий щедрий, задушевний мелодизм, хвилююча лірика, яскравий драматизм, емоційна відкритість, що свідчить не тільки про плідний розвиток традицій Чайковського, але й про самобутність молодого композитора. Драматургія опери лаконічна, концентрована, життя героїв дане в нерозривному зв'язку з навколишньою природою. Правдиво, глибоко передані почуття й характери героїв — палкість, пристрасність, непокора Земфіри; трагічна роздвоєність, щиросердечна самітність Алєко; мудрий спокій Старого цигана.

## Сюжет
На березі ріки розкинув свої намети табір циган. Тихо наспівуючи, вони готуються до нічлігу. Старий циган, батько красуні Земфіри, згадує молодість і свою любов, що заподіяла йому чимало страждань (). Зовсім недовго його любила Маріула, через рік пішла вона з іншим табором, кинувши чоловіка й маленьку дочку. Розповідь старого викликає бурхливий відгук в Алєко. Він не простив би зради й тому не може зрозуміти, чому старий не став мстити невірній дружині і її коханому. Якщо він знайде ворога навіть сплячим над безоднею моря, він зіштовхне його у безодню!
Слова Алєко далекі й неприємні для Земфіри, яка ще недавно кохала його. Земфіра не приховує пристрасті до молодого цигана. Качаючи колиску, вона наспівує пісню про старого, ревнивого, нелюбимого чоловіка. «Я пісню про тебе співаю», — говорить вона Алєко. Наступає ніч, і Земфіра йде на побачення. Залишившись один, Алєко поринає в гіркий болісний роздум. З болем згадує він про минуле щастя. Думка про зраду Земфіри приводить його в розпач.
Тільки над ранок повертаються Земфіра й молодий циган. Назустріч їм виходить Алєко. Востаннє молить він Земфіру про любов, нагадує, що заради її любові прирік себе на добровільне вигнання із суспільства, у якому він народився й виріс. Але Земфіра непохитна. Благання Алеко змінюються погрозами. Охоплений гнівом, він заколює молодого цигана. Оплакуючи смерть коханого, Земфіра проклинає лиходійство Алєко. Алєко вбиває і Земфіру. На шум сходяться цигані. Їм чужерідні страти й убивства, жорстокий учинок Алєко для них незрозумілий. «Ми дикі та даруй на слові чужі законам і судам, не терпим ми ні мук ні крові, і кожний вбивця недруг нам», — говорить батько Земфіри. Цигани йдуть, залишаючи Алєко у самотності.

## Переклади українською
В Національному архіві зберігаються два переклади опери «Алєко» С, Рахманінова, датовані 1960 роком — Д. Бобира і невідомого автора.